# 加托瓦
加托瓦，是西班牙巴伦西亚自治区巴伦西亚省的一个市镇。总面积30平方公里，总人口471人（2001年），人口密度16人/平方公里。